# Alicia Poto
Alicia Poto, född den 28 mars 1978 i Sydney, Australien, är en australisk basketspelare som tog tog OS-silver 2004 i Aten. Detta var andra gången i rad Australien tog silver vid de olympiska baskettävlingarna. 

## Klubbhistorik
- 1996–1999 :  Australien Sydney Flames
- 1999–2000:  Ungern Sopron
- 2000–2004 :  Frankrike CJM Bourges Basket
- 2005 :  Tjeckien Gambrinus Brno
- 2006–2009 :  Australien Sydney Flames
- 2009–2010 :  Ryssland Dynamo Novosibirsk
- 2010–2011 :  Frankrike Lattes Montpellier
- 2011–2012 :  Australien Sydney Flames